# Miroslav Grumić
Miroslav Grumić (Mиpocлaв Гpумић; sinh 29 tháng 6 năm 1984, ở Apatin) là một tiền đạo bóng đá Serbia hiện tại thi đấu ở câu lạc bộ Hungarian First League Szombathelyi Haladás.

## Sự nghiệp
Anh trước đây từng thi đấu cho Mladost Apatin, Vojvodina và Banat ở Serbian Superliga, và Vorskla Poltava ở Giải bóng đá ngoại hạng Ukraina.

## Danh hiệu
Diósgyőr
- Cúp liên đoàn Hungary (1): 2013–14